# ورزشگاه‌ام‌دی‌سی‌سی آرنا
ورزشگاه‌ام‌دی‌سی‌سی آرنا (به آلمانی: MDCC-Arena) ورزشگاهی چند منظوره در شهر ماگدبورگ در کشور آلمان است.
بازی‌های خانگی باشگاه فوتبال ماگدبورگ در این ورزشگاه برگزار می‌شود.

## نگارخانه

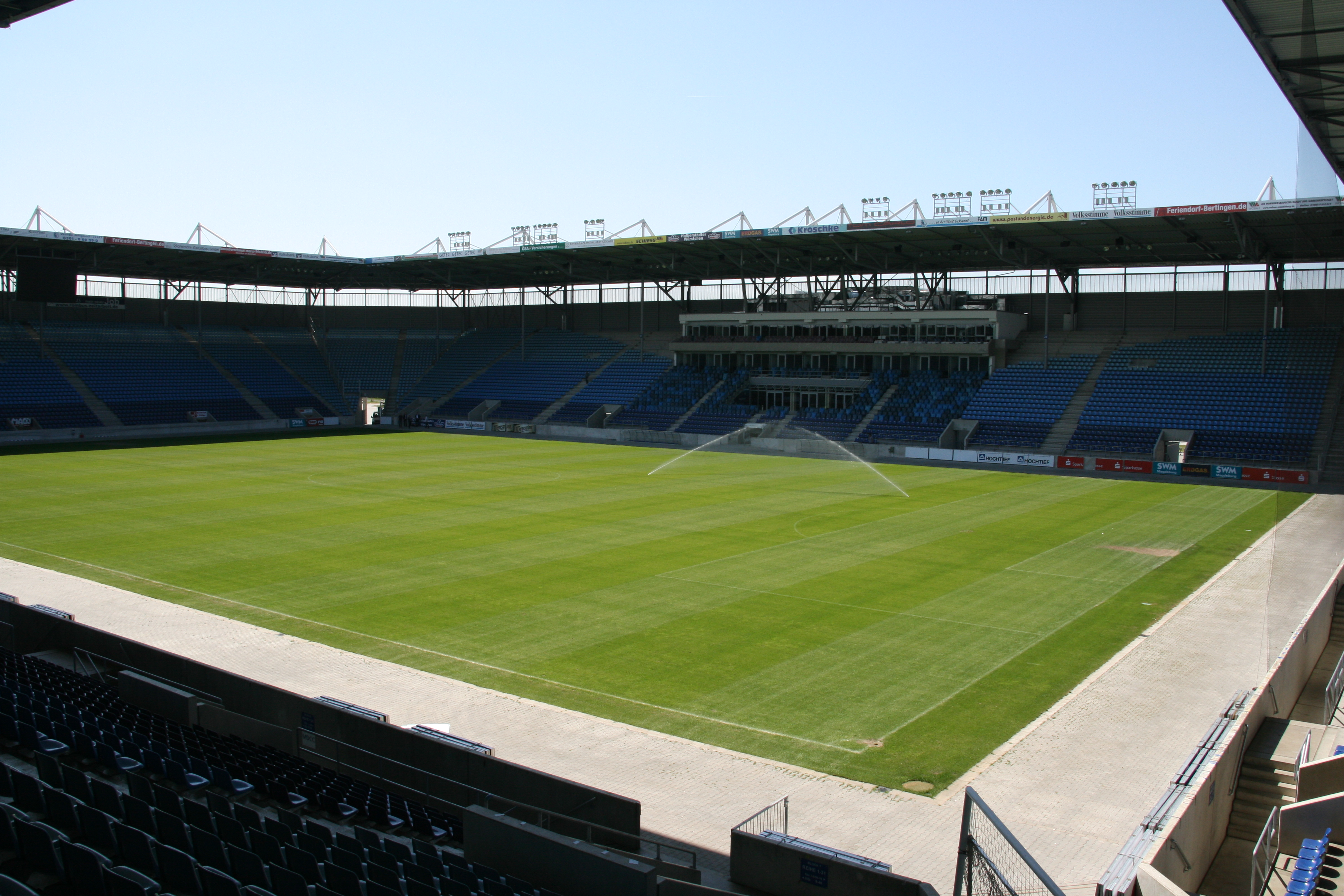
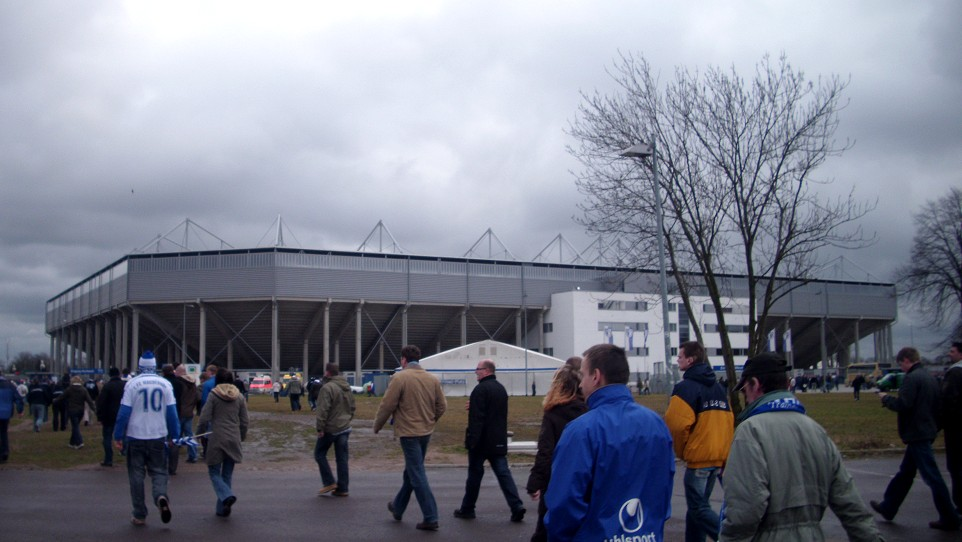
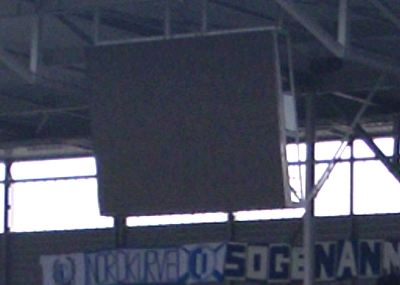
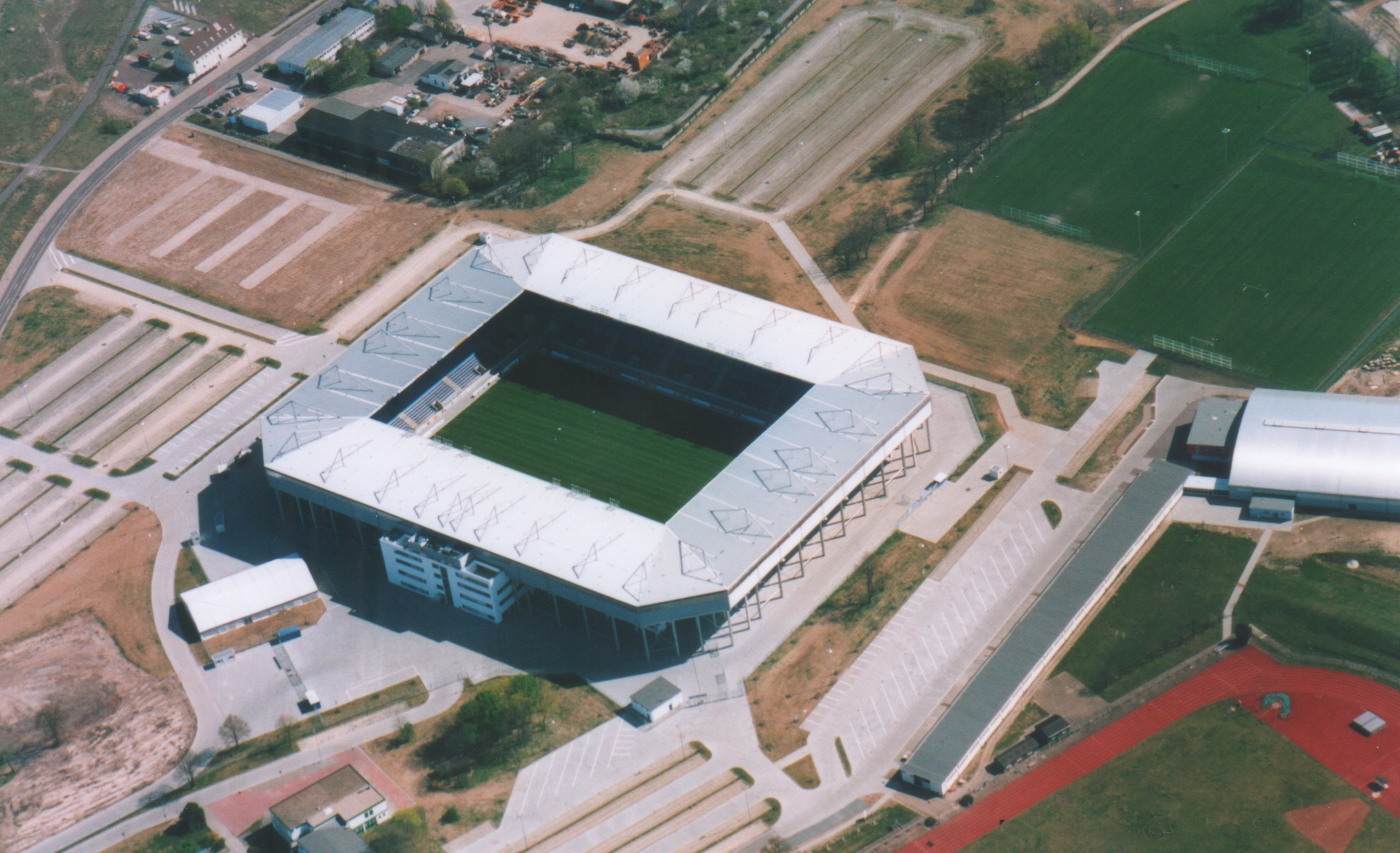
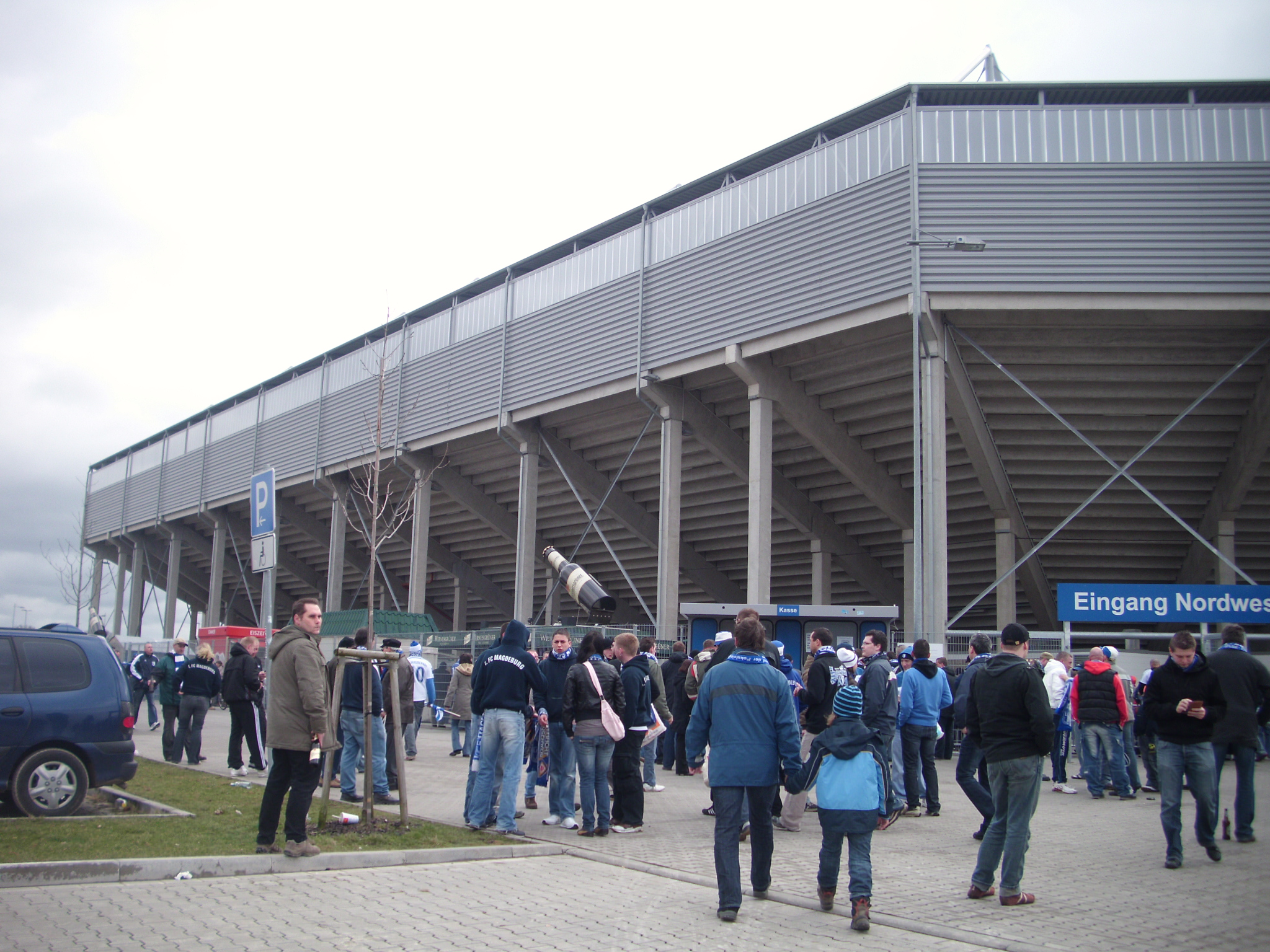
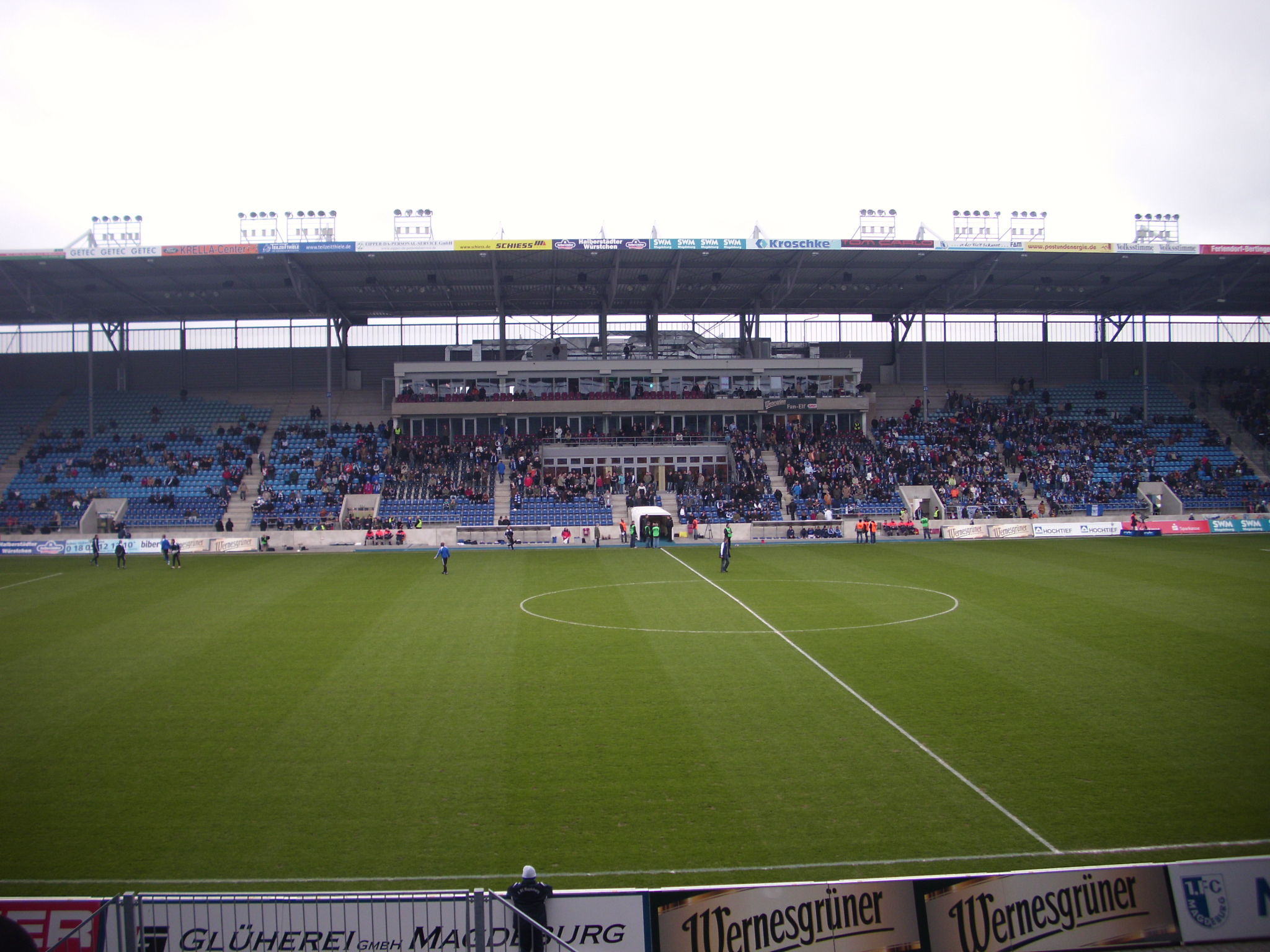
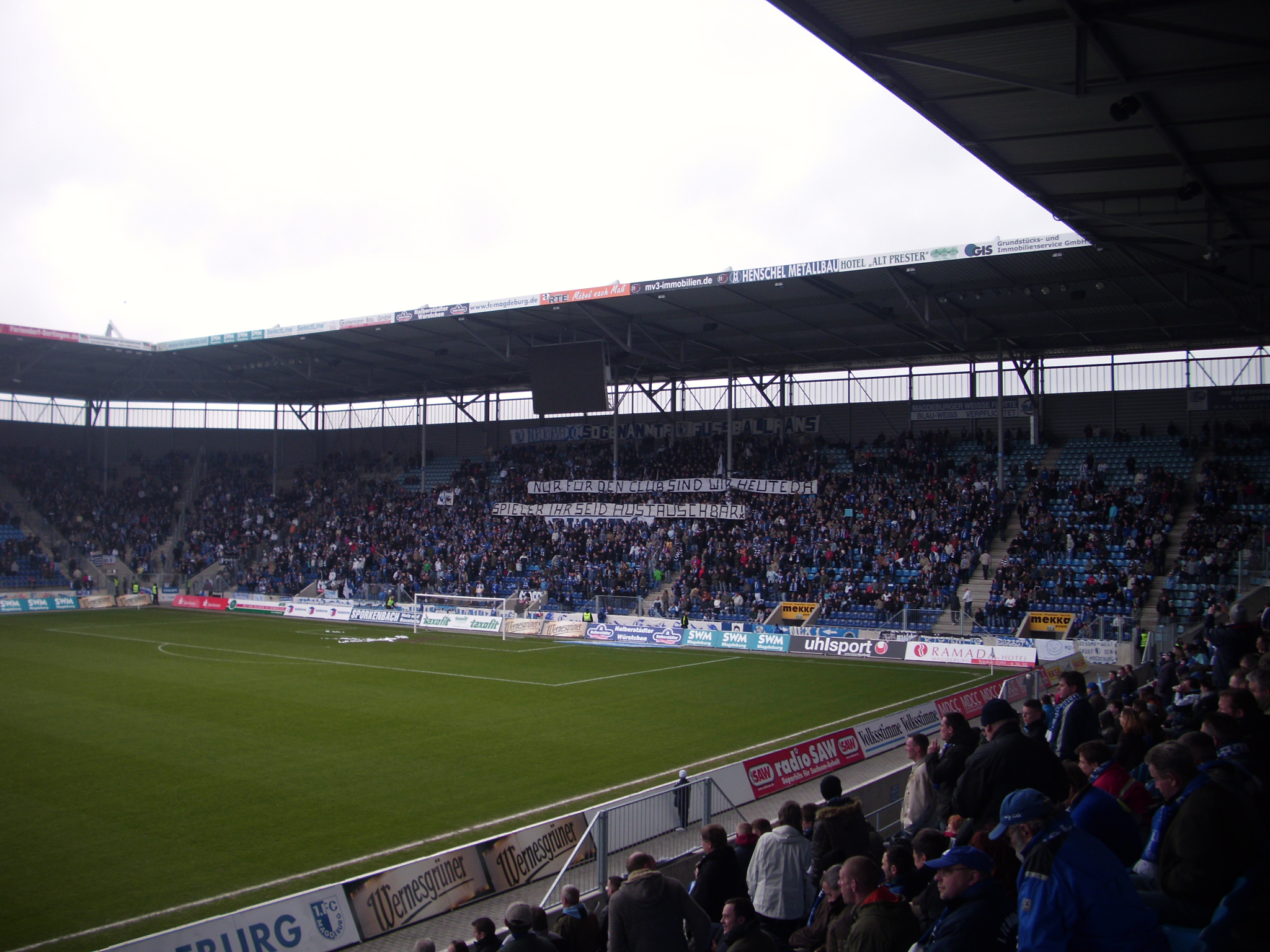
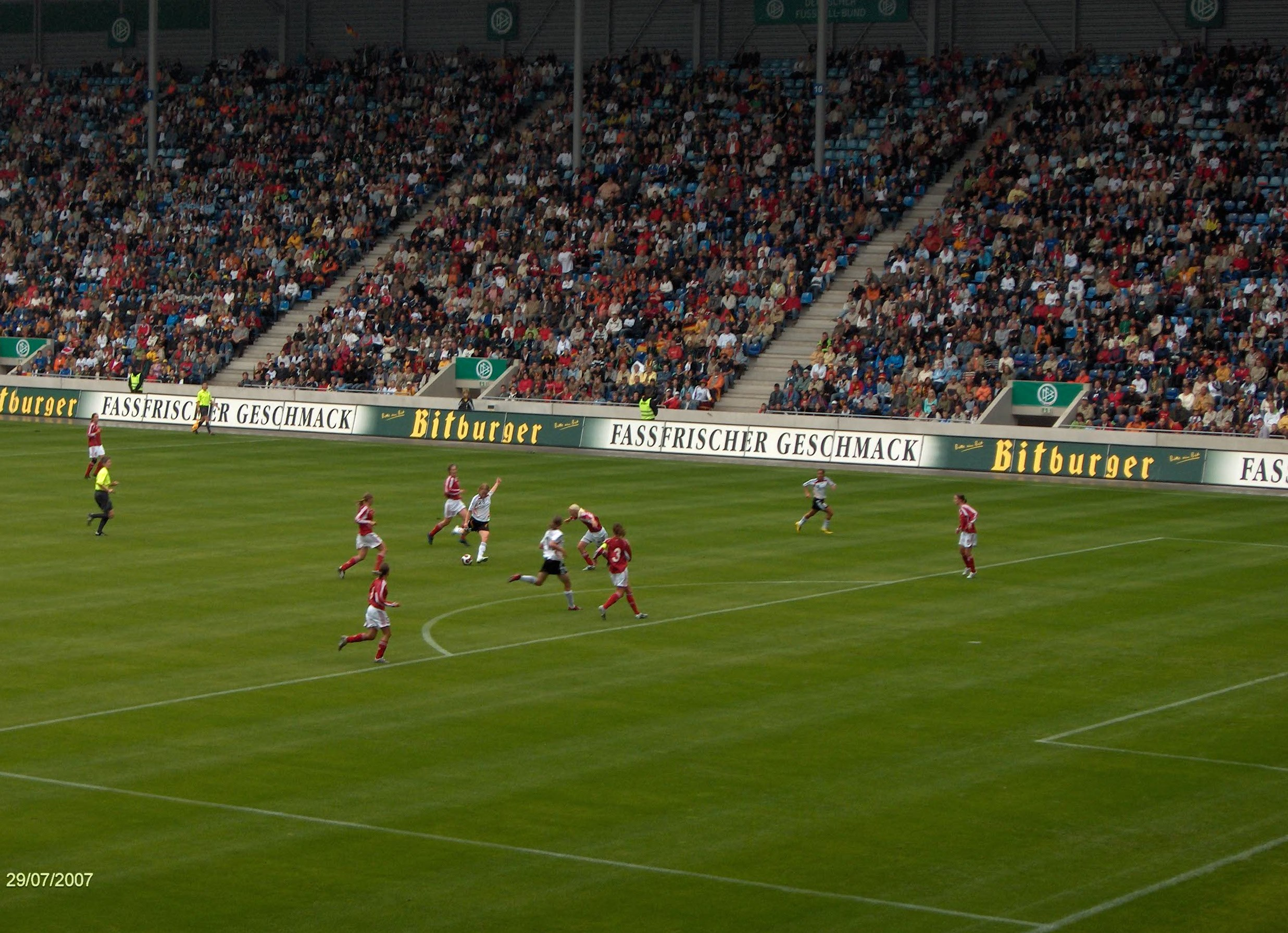